# لوكاس ماير (مغني)
لوكاس ماير (بالسويدية: Lukas Meijer)‏ هو مغني سويدي، ولد في 21 أغسطس 1988 في Ulricehamn ‏ في السويد.

## وصلات خارجية
- لوكاس ماير على موقع ميوزك برينز (الإنجليزية)
- لوكاس ماير على موقع ديسكوغز (الإنجليزية)